# WASP-57
WASP-57 är en ensam stjärna belägen i den norra delen av stjärnbilden Vågen. Den har en skenbar magnitud av ca 13,04 och kräver ett kraftfullt teleskop för att kunna observeras. Baserat på uppmätt parallax enligt Gaia Data Release 2 på ca 2,48 mas beräknas den befinna sig på ett avstånd av ca 1 310 ljusår (ca 403 parsec) från solen. Den rör sig närmare solen med en heliocentrisk radialhastighet av ca -23 km/s. Stjärnan är mycket yngre än solen med en ålder av 0,957 ± 0,518 miljarder år. En multiplicitetsundersökning 2015 upptäckte inte några följeslagare till WASP-57.

## Egenskaper
WASP-57 är en gul till vit stjärna i huvudserien av  spektralklass G6. Den har en massa av ca 0,89 solmassa, en radie av ca 0,93 solradie och har en effektiv temperatur av ca 5 600 K. Stjärnan är utarmad på tunga element och har ca 55 procent av solens halt av järn.

## Planetsystem
År 2012 upptäcktes en exoplanet i form av en het Jupiter, WASP-57 b, transiterande i en snäv, cirkulär bana kring WASP-57. Planetens jämviktstemperatur är 1 338 ± 29  K.
| Planet | Massa            | Halv storaxel (AE) | Siderisk omloppstid (d) | Excentricitet | Inklination   | Radie            |
| ------ | ---------------- | ------------------ | ----------------------- | ------------- | ------------- | ---------------- |
| b      | 0,643 ± 0,054 MJ | 0,03772 ± 0,00083  | 2,83891856 ± 0,00000081 | <0,059        | 86,05 ± 0,20° | 1,050 ± 0,052 RJ |